# Мазерада-суль-Пьяве
Мазерада-суль-Пьяве (итал. Maserada sul Piave) — коммуна в Италии, располагается в провинции Тревизо области Венеция.
Население составляет 7500 человек, плотность населения составляет 268 чел./км². Занимает площадь 28 км². Почтовый индекс — 31052. Телефонный код — 0422.
Покровителем коммуны почитается святой Георгий, празднование 23 апреля.